# Антуан (замок)
Антуан (фр. Château d'Antoing, нидерл. Kasteel van Antoing) — дворцово-замковый комплекс, расположенный на правом берегу Шельды, в шести километрах к югу от Турне, в самом центре города Антуан, в провинции Эно, (Валлонский регион), Бельгия. Первый каменный замок появился на этом месте ещё в XII веке. В XIX веке комплекс был полностью перестроен в неоготическом стиле. Замок на протяжении долгого времени являлся одной из резиденций семьи принцев рода де Линь. В 1949 году комплекс классифицирован как объект культурного наследия Валлонии. Замок доступен для свободного посещения только во время мероприятий, организованных мэрией города Антуан.

## История

### Ранний период
Замок Антуан позволял местным лордам уверенно контролировать окружающую равнину, которая простирается от Турне до Монса и идёт вдоль берегов Шельды. Комплекс и сегодня доминирует над окрестными землями и виден издалека. Ешё в X веке здесь появились первые следы раннесдерневекового укрепления, называемого «мотт и бейли». Это был всего лишь холм (часто искусственный) с деревянной башней, окружённый частоколом и рвом. В случае вражеского набега внутри могли найти убежище местные крестьяне. Такое сооружение скорее походило на временный военный лагерь, нежели на дворянскую резиденцию. Но в эпоху раннего Средневековья такое укрепление считалось надёжным и удобным для обороны.
В XII веке прежний деревянный частокол заменили каменными стенами. В своём основании они в целом повторяют контуры нынешнему ограждения. Примерно в ту же эпоху появились просторные подземелья, которые использовались как склад и темница.

### XV—XVI век
В XV веке, с 1436 по 1452 год, крепость, считавшаяся тогда уже устаревшей и плохо приспособленной к обороне во время осады, была радикально перестроена. На месте прежнего сугубо фортификационного сооружения возникла роскошная и вполне комфортная по мрекам того времени резиденция. При этом внешние сооружения отвечали требованиям надёжной защиты от появившейся артиллерии. Толщина стен была удвоена, появились мощные круглые башни и бастионы. Перед главными воротами возвели элемент обороны — барбакан. Он одновременно выполнял и функции наблюдательного пункта, и форпостом, который мог отвечать огнём на выстрелы неприятельских пушек.
В XVI веке рядом с главными воротами построили новое главное здание. Рядом пристроена высокую кирпичную башню. Она до сих пор остаётся самым высоким сооружением комплекса.

### XIX век

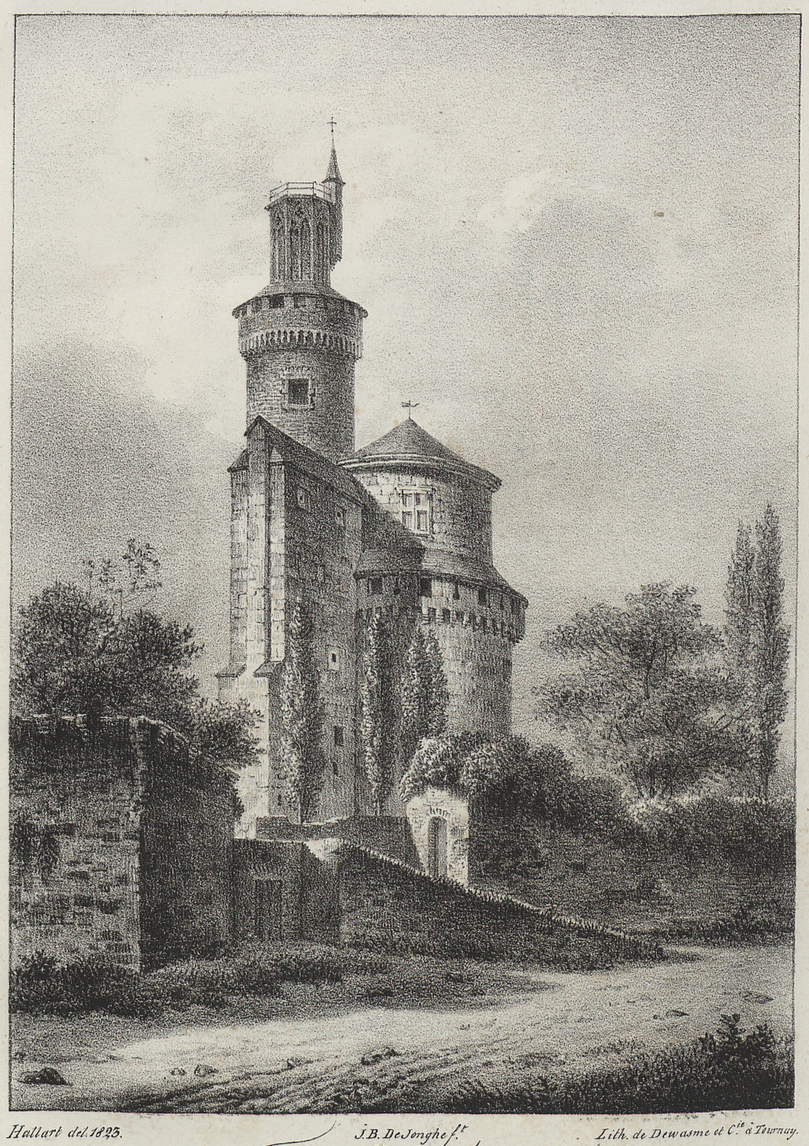
Замок на рисунке 1823 года

В XIX веке архитектор Клеман Паран, ученик знаменитого Эжена Виолле-ле-Дюка, по распоряжению владельцев подготовил проект реконструкции, в результате которой и появился современный комплекс в неоготическом стиле. Однако к концу столетия замок остался практически необитаемым. 12 лет, вплоть до 1900 года, он пребывал в запустении.

### XX век
В 1901 году замок и окружающие его хозяйственные постройки были приспособлены для приёма французских иезуитов и их студентов из Лилльского колледжа. Дело в том, что по законам, принятым во Франции в 1901 году, деятельность ордена иезуитов оказалась практически под запретом и члены братства покинули страну. В «Колледже Святого Сердца», учитывая сравнительно небольшой размер помещения, никогда не училось более 100 студентов. При этом, как ни удивительно, здесь проходили подготовку к вступительным экзаменам в Высшие школы французского государства многие известные политики. В частности именно здесь учился с 1905 по 1908 год будущий президент Франции Шарль де Голль.
В 1914 году после начала Первой мировой войны 16 преподавателей были вынуждены покинуть Бельгию. В замке вплоть до завершения боевых действий размещался немецкий госпиталь.

## Знатные семьи, владевшие замком

### Антуан
Некий Сохьер, рыцарь или просто влиятельный землевладелец, был, вероятно, первым известным лордом имения Антуан в конце XI века. Считатется, что он построил свою башню рядом с церковью VII века на холме с видом на Шельду. По сохранившимся документам Сохьер был знатоком богословия. Со временем владельцы Антуана добились статуса дворян, а позднее получили титул баронов. В конечном итоге представители семьи серьёзно расширили свои владения и так возвысились, что вступили в конфликт с местной католической епархией. В 1302 году многие сторонники короля Франции Филиппа IV Красивого были убиты в битве Золотых шпор. Там сложили головы и несколько мужчин из семьи Антуан. Последний представитель рода по мужской линии умер в 1353 году. Единственной наследницей богатого владения оказалась Изабель д’Антуан. Ещё в 1327 году она вышла замуж за Жана де Мелуна, лорда Танкарвилля и Монтрей-Белле. Он и стал новым официальным владельцем замка.

### Мелун

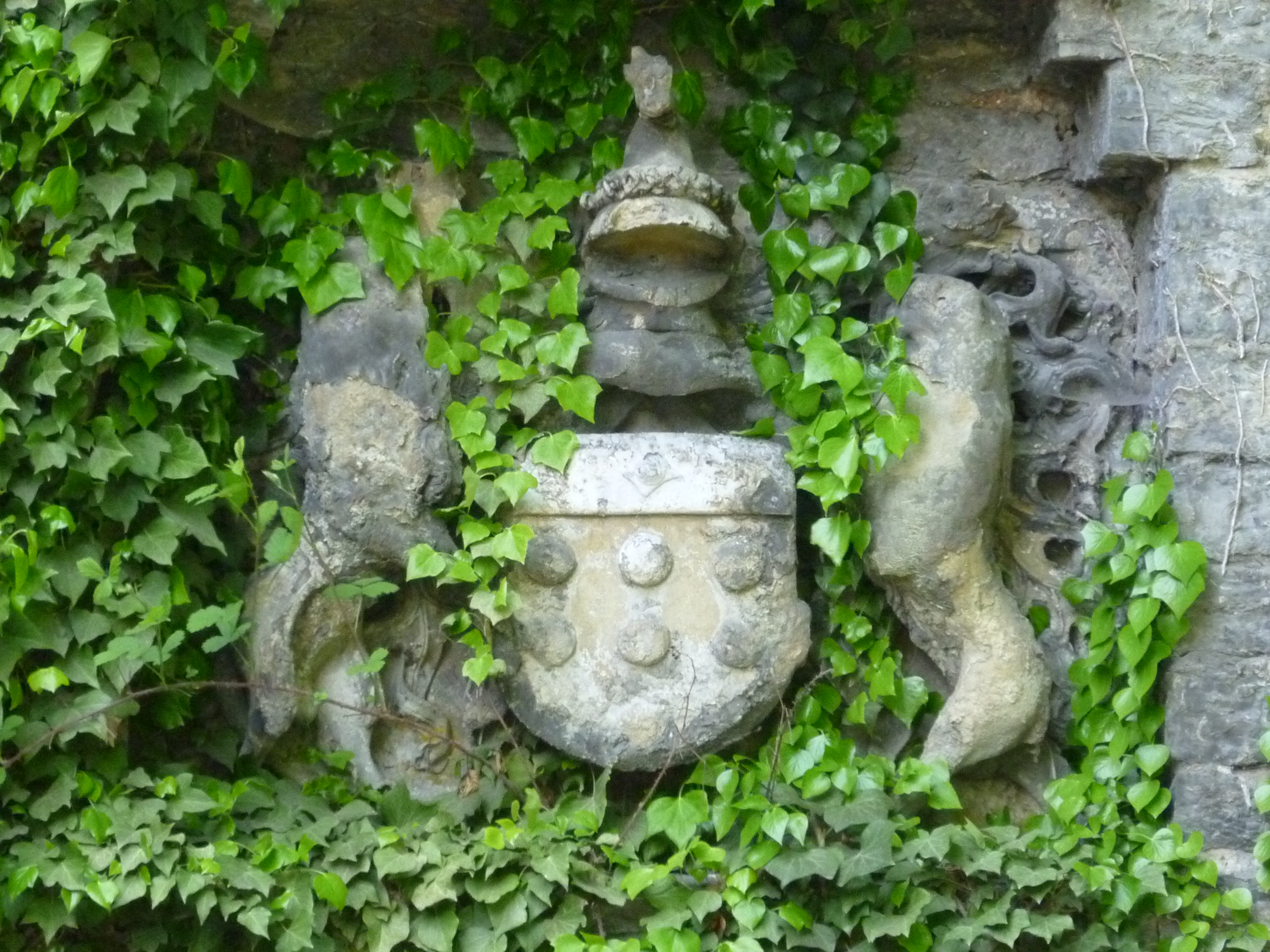
Герб дома Мелун (дворянский род) на одной из стен замка

Дома Мелун в XIV веке был одним из самых богатых и могущественных дворянских родов Франции. Благодаря этому замок был расширен, а вокруг появилось много важных хозяйственных построек. После смерти Марии де Мелун, которая с 1584 года была супругой Ламораля I из Дома де Линь, линия рода Мелун пресеклась. В итоге в 1634 году замок Антуан официально перешёл в руки семьи де Линь. Её представители и поныне владеют комплексом.

### Принцы Линь
Дом Линь — одна из старейших семей Франции и Бельгии. Его происхождение восходит к XI веку. Само название рода происходит от деревни, которая была первым владением его основателей. На протяжении многих поколений род значительно разросся и разделился на несколько линий. Замок Антуан стал принадлежать младшей ветви принцев де Линь. Они носят имя принцев де Линь ла Тремойль, в то время как старшая ветвь принцев де Линь владеет замком Белёй.

## Известные люди, бывавшие в замке
За сотни лет в замке бывали многие монархи и просто известные люди. В частности, можно назвать следующих:
- В 1341 год: Якоб ван Артевельде — предводитель городов Фландии, восставших против французского владычества.
- В 1464 год: Филипп III Добрый — герцог Бургундский.
- В 1468 год: Карл Смелый — сын Филиппа Доброго.
- В 1513 год: Максимилиан I — император Священной Римской империи, его дочь Маргарита (герцогиня Савойская). В том же году здесь останавливался Генрих VIII — король Англии.
- В 1546 год: Карл V — император Священной Римской империи и его сын Филипп II.
- В 1565 год: Вожди Нидерландской революции: графы Эгмонт Ламораль и Филипп де Монморанси, полководцы Франц де Бредероде[фр.] и Филипп ван Марникс, а также принц Вильгельм I Оранский.
- В 1670 год: Людовик XIV — король Франции (во время фортификационных работ, производимых инженером Вобаном в Турне).
- С 1907 по 1908 год будущий лидер Франции Шарль де Голль был студентом французского иезуитского колледжа в изгнании.

## В массовой культуре
- Замок Антуан является главным местом действия фильма «Самая длинная ночь дьявола[фр.]» (1971) Жана Брисме[фр.].
- В конце апреля 2015 года замок был местом действия эпизода сериала «Загадочные убийства Агаты Кристи». Серия называлась «Странное похищение маленького Бруно».

## Галерея

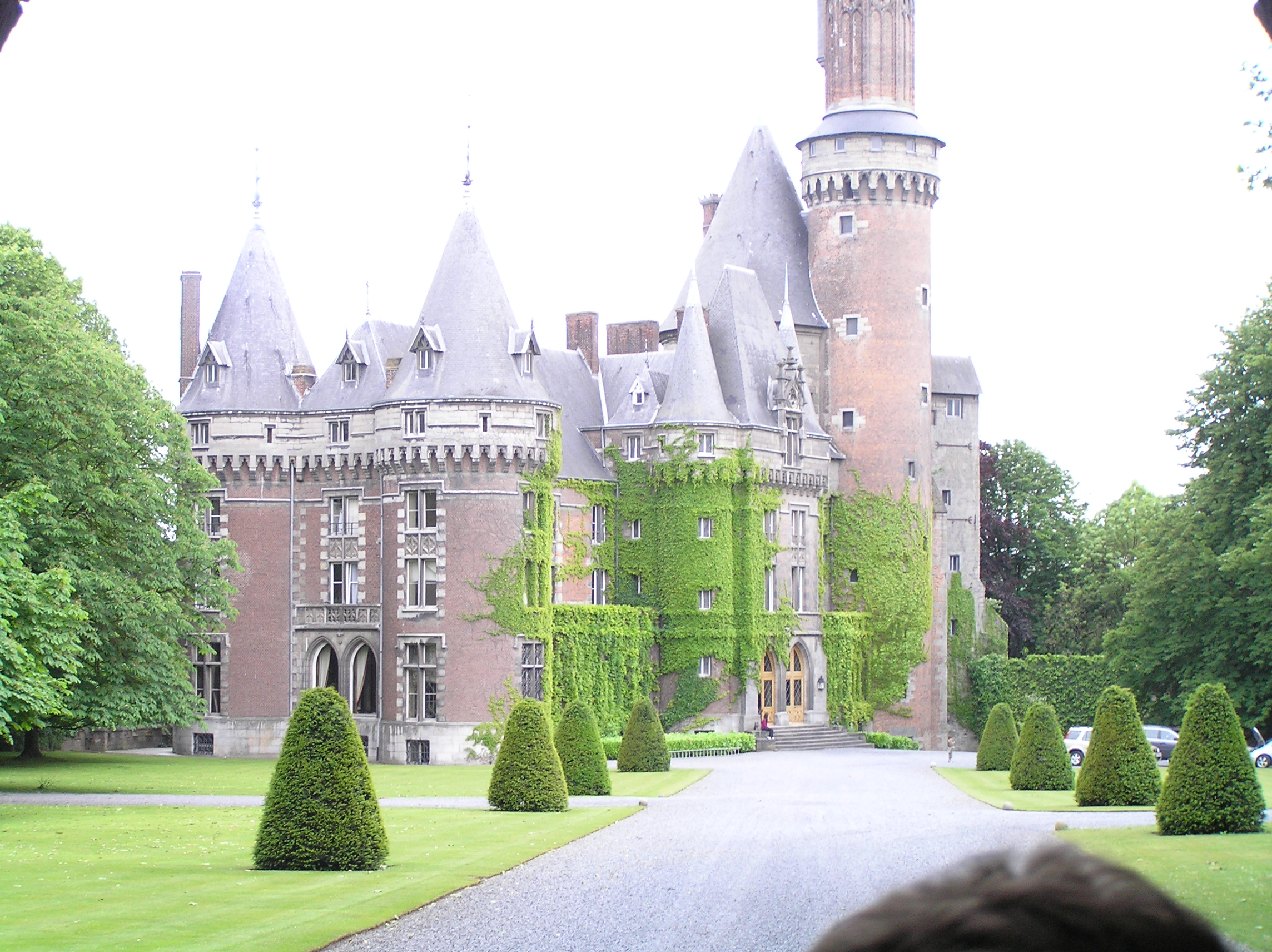
Вид замка с северо-восточной стороны
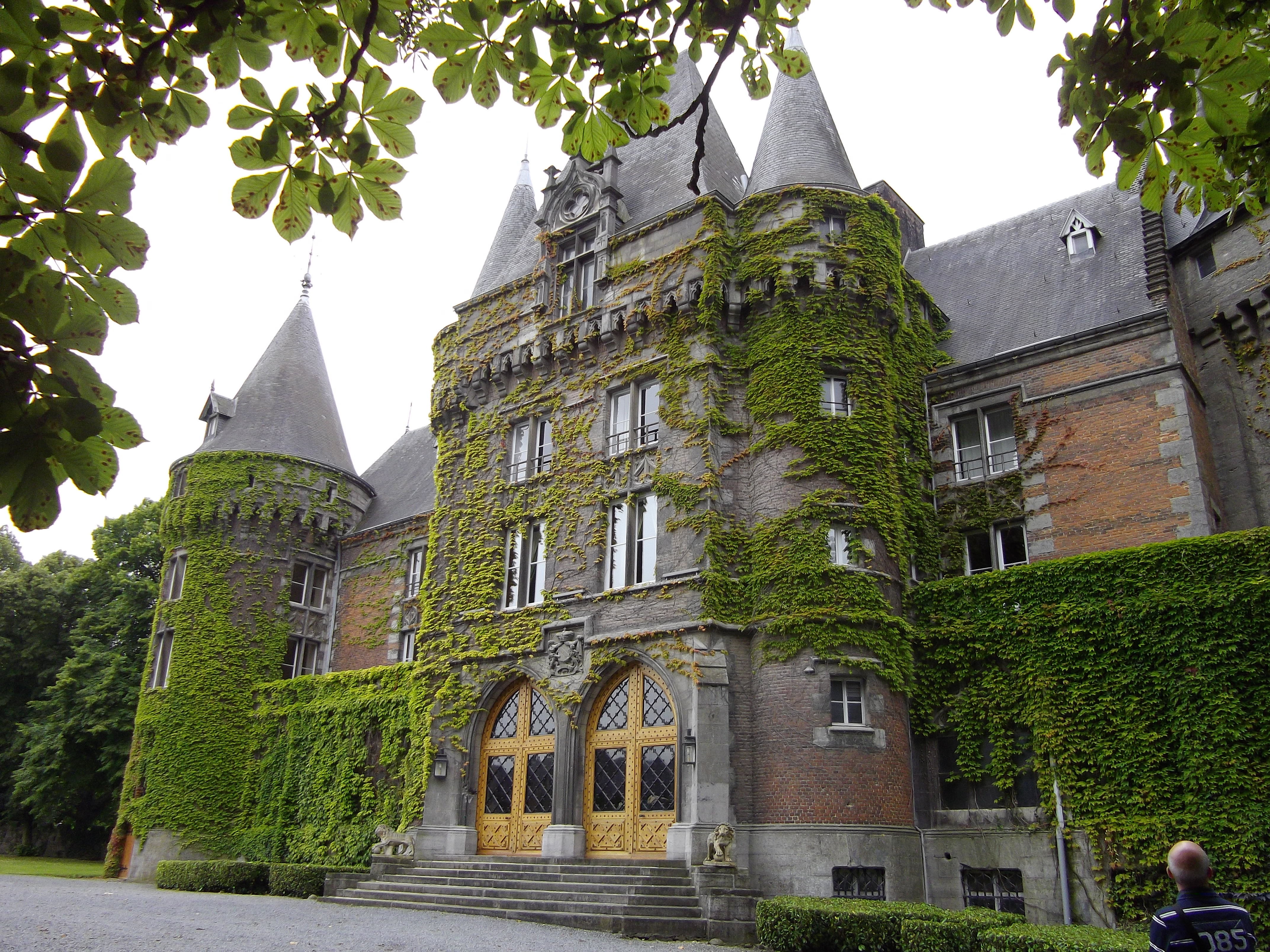
Главный вход в замок
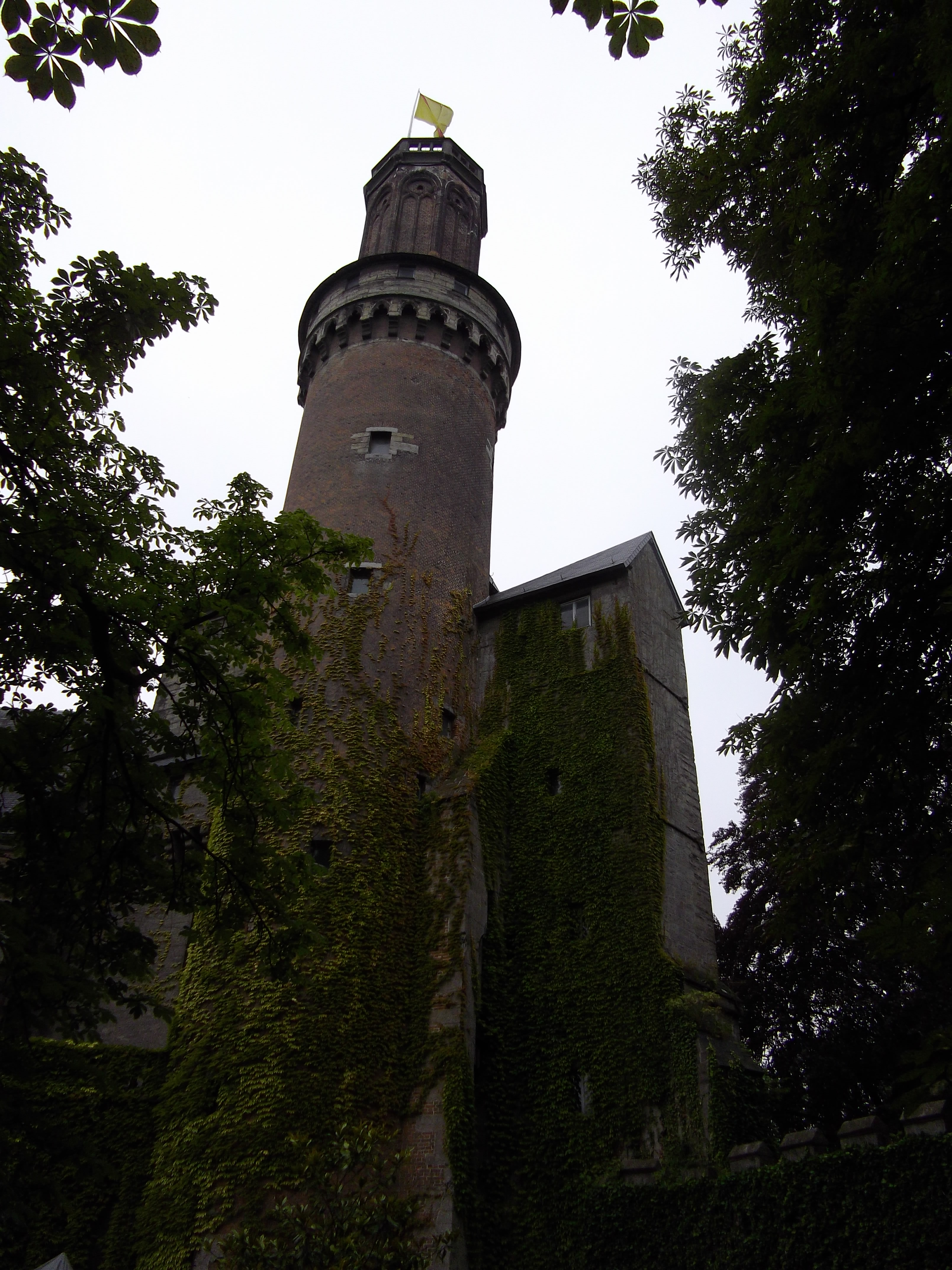
Главная башня
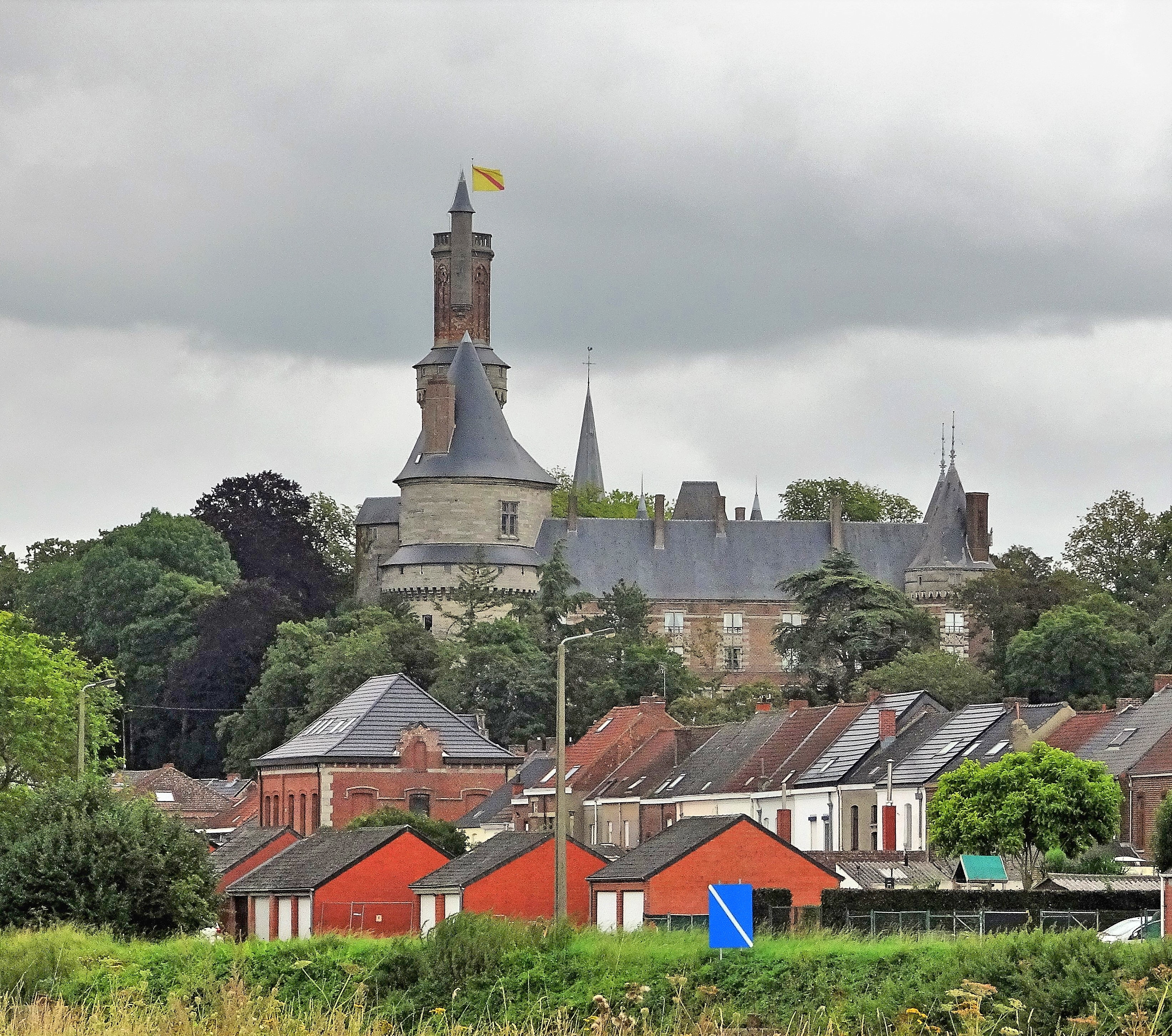
Замок на фоне города
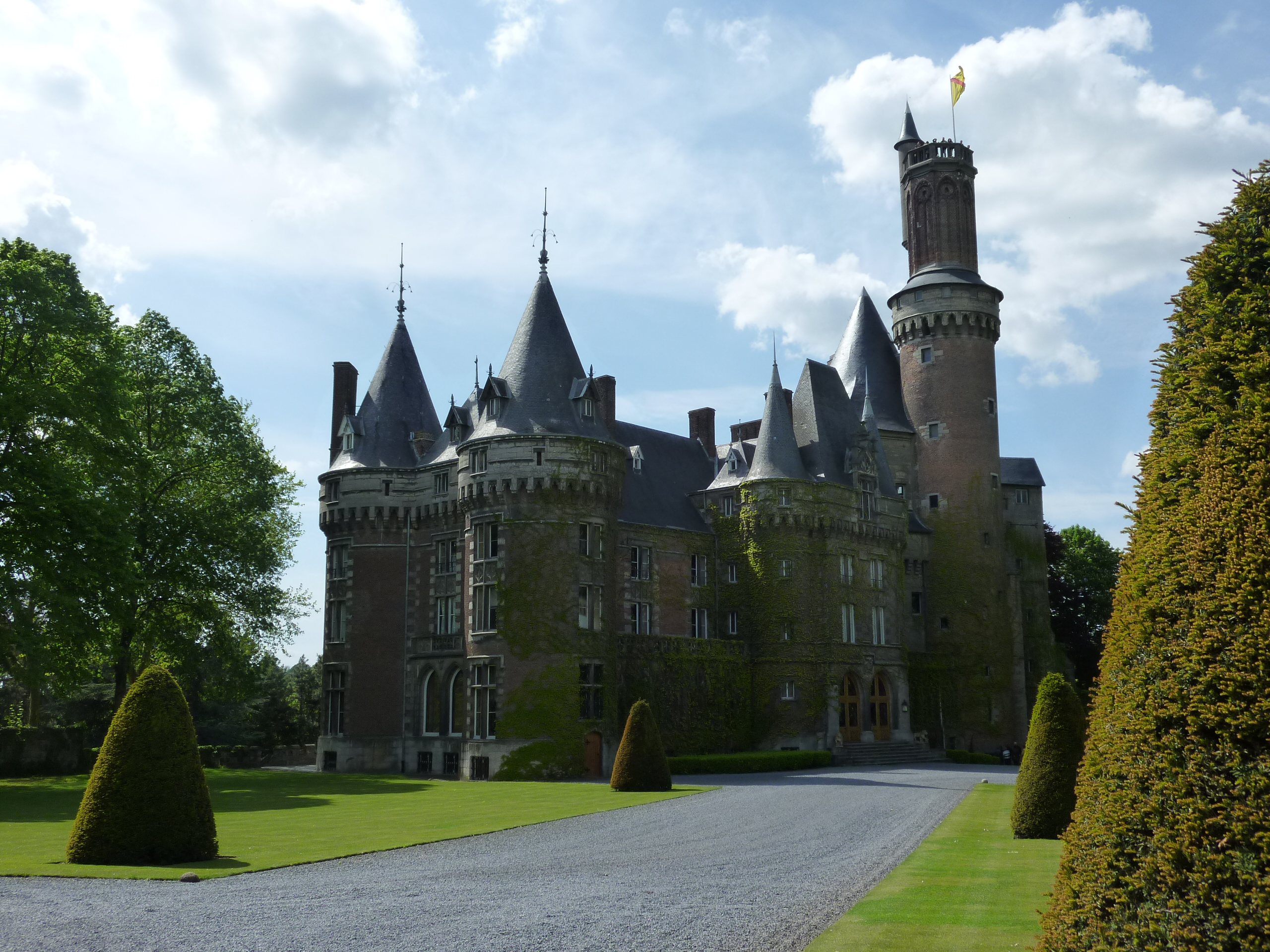
Вид замка из парка